# 武田博
武田 博（たけだ ひろし、1945年8月22日 - ）は、京都府京都市出身（宮崎県生まれ）の元調教師・元騎手。

## 来歴
名伯楽として知られた武田文吾調教師の長男として、武田の家族の疎開先であった宮崎で出生。父・文吾の躾は厳しく、叱る時には、博に競馬用の鞭を持って来させて、それで叩くこともあったという。また小学校に入学した頃には、毎日「調教日誌」を書かせるなど、早くから競馬社会に触れさせていた。失敗したり手を抜くと直ぐに見破られて叱りつけられるので、親子の関係と言うよりも師弟関係で、博はそれが嫌でたまらなかったという。しかし、中学校に入学した日に「調教師の仕事は馬をスタートラインにつけるまでで、あとは騎手任せだ。俺はお前（博）をスタートラインにつけたので、あとは自分で考えて行け。」と言われてからは、逆に何も言われなくなった。
中学卒業後の1961年に文吾に弟子入りして騎手見習となり、1964年には騎手免許を取得してデビュー。同年3月28日の阪神第3競走障害5歳以上・リユウタローで初騎乗初勝利を挙げるが、1年目はこの1勝に終わった。2年目の1965年には減量騎手の恩恵もあり、シンザンのオープン戦に4戦騎乗して3勝を挙げ、キーストンのオープン戦にも騎乗して勝利を挙げている。1967年には初の2桁で自己最多の17勝をマークし、1969年には阪神障害ステークス (秋)・ハードオンワードで重賞初制覇。同年は3年連続2桁となる11勝をマークしたが、その内の10勝は障害で挙げたものである。文吾は障害へ多く騎乗させ、競馬記者が「なぜ息子を危険な障害に乗せるのか？」と聞いたところ、「自分の息子をネコかわいがりして、どうして他人から預かった大切な子供を預かれるか」と答えたと言う。1970年は8勝に終わるが、平地5勝、障害3勝と初めて平地の勝ち鞍が障害を上回る。1972年には兄弟子の松本善登から乗り替わったフイドールで金杯（西）・大阪杯・鳴尾記念を制し、日本経済新春杯でも2着とし、天皇賞（春）ではベルワイドに次ぐ2番人気に支持されたが10着に終わった。同年には義兄の鶴留明雄から乗り替わった障害3戦目のダテハクタカで阪神障害ステークス（春）で制すが、松本がショウフウミドリで勝った第13回宝塚記念の口取りでは文吾の代理として手綱を取った。武田は宝塚記念の2レース前に騎乗して勝利しており、現役騎手のスーツ姿での口取りとなった。1973年からは平地での騎乗に専念し、1974年には最後の2桁となる13勝を挙げた。1976年はエビスフォーランで中日新聞杯3着に入り、最終騎乗日となった2月29日の中京記念でも騎乗して4着。最後の騎乗となった第8競走鳥羽特別・ハシムーティエでは見事に勝利し、同年引退。
引退後は1976年に調教師免許を取得し、1978年に厩舎を開業。1978年3月4日の阪神第6競走4歳新馬・オンワードカツラで初出走初勝利を挙げ、騎手時代同様にデビュー戦を勝利で飾ったことになったが、鞍上は文吾の弟子の一人である福永洋一であった。10月21日のデイリー杯3歳S・ヒカリペガサスで重賞初出走も果たし、兄弟子の松本が騎乗して3着であったが、2年目の1979年には柴田不二男厩舎に転厩している。11月12日には菊花賞・ホクザンシャトーで八大競走・GI級レース初出走を果たし、開業1年目から好スタートを切る。1982年には甥の栗田伸一を擁してタイテエム産駒のユーセコクインで牝馬クラシック戦線に挑み、桜花賞では21頭中19番人気でリーゼングロスの3着、優駿牝馬ではシャダイアイバーの3着と健闘。なかなか重賞競走を勝てなかったが、1993年にラジオたんぱ賞・エーピーグランプリで初めて重賞制覇。その後もコンスタントに勝ち鞍を挙げ続け、1990年代後半あたりからは、重賞を2勝したメイショウナルトを筆頭にメイショウの冠名を持つ松本好雄所有の馬を多く管理していた。2009年にはアントニオバローズでシンザン記念を制すが、自身が騎乗し、文吾が調教師として管理したシンザンを冠する競走を初めて勝利した。同年には逝去した安田伊佐夫厩舎から転厩したヴァンクルタテヤマで北海道スプリントカップを制し、交流重賞初制覇。2013年にはメイショウナルトで小倉記念を制するが、同馬は芝1200mでデビュー（2着）して芝1800mの2戦目で初勝利を挙げ、デイリー杯2歳Sで3着と健闘したが、クラシック路線には乗れず、2勝目を挙げた後も掲示板にすら載れないレースが続いた。武田は気の悪いところもあったことから、去勢を決断。セン馬になってからは2200mの500万クラスを5馬身差圧勝、同距離の三田特別（1000万下）でも完勝を決めて連勝。その勝利後に武が「小倉記念に行きましょう」と伝えると、武田は目を丸くした。その2ヶ月後の小倉記念では道中は好位の内ラチ沿いをロスなく運び、3コーナー過ぎから早めに進出すると、下がってきた馬も巧く交わして4コーナー先頭から後続を寄せ付けず、芝2000m1分57秒1のコースレコード勝ちを決める。武田は同馬が重賞初制覇を決めたゴールの瞬間の写真を家の目立つ場所に飾っており、馬上の武豊が鞭を持つ右手を軽く挙げ、ゴーグル越しでも笑顔を浮かべている写真はデイリースポーツ紙上にも掲載された。
2016年2月29日をもって定年のため調教師を引退。JRA通算6665戦492勝（うち重賞6勝）、ほか交流重賞2勝。引退時の管理馬は渡辺薫彦厩舎、本田優厩舎などに引き継がれた。

## 騎手成績
| 通算成績 | 1着 | 2着 | 3着 | 騎乗数 | 勝率 | 連対率 |
| -------- | --- | --- | --- | ------ | ---- | ------ |
| 平地     | 76  | 66  | 66  | 665    | .114 | .214   |
| 障害     | 44  | 59  | 52  | 298    | .148 | .346   |
| 計       | 120 | 125 | 118 | 963    | .125 | .254   |

|                | 日付          | 競馬場・開催 | 競走名             | 馬名             | 頭数 | 人気 | 着順 |
| -------------- | ------------- | ------------ | ------------------ | ---------------- | ---- | ---- | ---- |
| 初騎乗・初勝利 | 1964年3月28日 | 1回阪神4日3R | 障害5歳以上        | リユウタロー     | 5頭  | 2    | 1着  |
| 重賞初騎乗     | 1965年6月20日 | 4回阪神6日6R | アラブ大障害（春） | ギヤルソンヌ     | 6頭  | 2    | 4着  |
| 重賞初勝利     | 1969年10月5日 | 3回阪神8日8R | 阪神障害S（秋）    | ハードオンワード | 5頭  | 1    | 1着  |
| GI級初騎乗     | 1970年4月29日 | 2回阪神7日8R | 天皇賞（春）       | ハードリボー     | 13頭 | 11   | 12着 |

### 主な騎乗馬
- ハードオンワード（1969年阪神障害ステークス (秋)・京都大障害 (秋)）
- スマノタカラ（1971年京都大障害 (春)）
- フイドール（1972年金杯 (西)・大阪杯・鳴尾記念）
- ダテハクタカ（1972年阪神障害ステークス (春)）

## 調教師成績
|                | 日付           | 競馬場・開催  | 競走名         | 馬名               | 頭数 | 人気 | 着順 |
| -------------- | -------------- | ------------- | -------------- | ------------------ | ---- | ---- | ---- |
| 初出走・初勝利 | 1978年3月4日   | 1回阪神3日6R  | 4歳新馬        | オンワードカツラ   | 18頭 | 1    | 1着  |
| 重賞初出走     | 1978年10月21日 | 4回京都5日10R | デイリー杯3歳S | ヒカリペガサス     | 11頭 | 4    | 3着  |
| 重賞初勝利     | 1993年7月4日   | 1回福島6日11R | ラジオたんぱ賞 | エーピーグランプリ | 9頭  | 5    | 1着  |
| GI初出走       | 1978年11月12日 | 5回京都4日9R  | 菊花賞         | ホクザンシャトー   | 20頭 | 18   | 13着 |

### 主な管理馬
※斜体は地方交流重賞。
- エーピーグランプリ（1993年ラジオたんぱ賞）
- キングフィデリア（2002年新潟大賞典）
- ワンダフルデイズ（2003年クリスタルカップ）
- アントニオバローズ（2009年シンザン記念）
- ヴァンクルタテヤマ（2009年北海道スプリントカップ・サマーチャンピオン）
- メイショウナルト（2013年小倉記念、2014年七夕賞）

その他
- エーピーライ（1997年キーンランドカップ）
- マルシゲトニービン（2002年ひまわり賞）

## 主な厩舎所属者
※太字は門下生。括弧内は厩舎所属期間と所属中の職分。
- 梅田守（1981年-1988年 騎手）
- 栗田伸一（1986年-2000年 騎手）
- 菅谷正巳（1986年-1987年 騎手）
- 矢作芳人（1987年 調教助手）
- 古川吉洋（2007年 騎手）

## 親族
- 父：武田文吾（元調教師）
- 義兄：鶴留明雄（元調教師）、栗田勝（元調教師）
- 義弟：菅谷禎高（元調教師）
- 甥：菅谷正巳（元騎手、調教助手）、栗田伸一（元騎手、元調教助手）